# Cessaniti
Cessaniti – miejscowość i gmina we Włoszech, w regionie Kalabria, w prowincji Vibo Valentia.
Według danych na rok 2004 gminę zamieszkiwało 3660 osób, 215,3 os./km².